# ديف صنداي
ديف صنداي (بالإنجليزية: Dave Sunday)‏ هو لاعب كرة قدم زامبي في مركز حراسة المرمى، ولد في 9 أبريل 1947 في كيتوي في زامبيا. شارك مع منتخب زامبيا لكرة القدم. أما مع النوادي، فقد لعب مع نادي نكانا.